# Order Świętego Hermenegilda

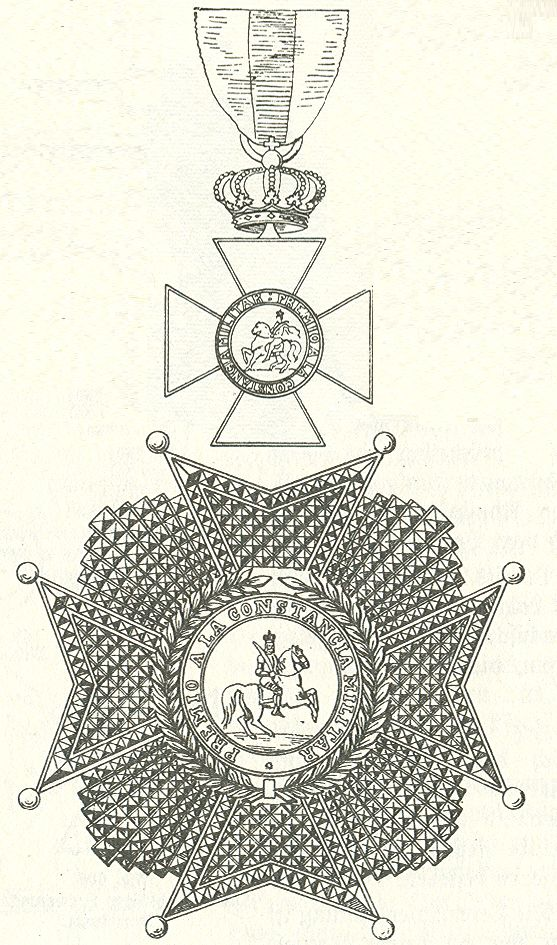
Insygnia orderu w 1893 roku

Królewski i wojskowy Order św. Hermenegilda (hiszp. Real y Militar Orden de San Hermenegildo) – odznaczenie wojskowe Królestwa Hiszpanii, nadawane członkom sił zbrojnych oraz Gwardii Cywilnej za długoletnią nienaganną służbę.

## Historia i nadawanie
Order został ustanowiony 28 listopada 1814 roku przez Ferdynanda VII, pierwotnie dla oficerów kawalerii; był modyfikowany w roku 1860, 1879, 1951, 1994 oraz 2000. Obecnie może być nadawany również starszym podoficerom. Order został nazwany na cześć św. Hermenegilda, świętego patrona hiszpańskich sił zbrojnych.
Zgodnie z aktualnym statutem order posiada następujące klasy:
- Krzyż Wielki (Gran Cruz) – noszony na wstędze zakładanej przez prawe ramię, z gwiazdą po lewej stronie piersi, nadawany  generałom i admirałom po co najmniej 33 latach służby
- Komandoria z Gwiazdą (Placa) – noszona na wstążce na szyi, z gwiazdą po lewej stronie piersi, nadawana j.w. po 30 latach służby
- Komandoria (Encomienda) – noszona na wstążce na szyi, nadawana j.w. po 25 latach służby
- Krzyż (Cruz) – noszony na wstążce na piersi, nadawany generałom, admirałom, pozostałym oficerom oraz starszym podoficerom po 20 latach służby

## Insygnia
Order ma kształt zwieńczonego królewską koroną złotego krzyża kawalerskiego, pokrytego obustronnie białą emalią. W środkowym medalionie znajduje się wizerunek św. Hermenegilda na koniu, otoczony niebieskim pierścieniem, z dewizą orderu: "PREMIO A LA CONSTANCIA MILITAR" (nagroda za długoletnia służbę wojskową). Na rewersie medalionu znajduje się monogram fundatora: "F VII".
Gwiazda orderu ma kształt złotego krzyża maltańskiego o ramionach zakończonych kulkami, ze srebrnymi promieniami między ramionami, z wizerunkiem św. Hermenegilda na tarczy środkowej, otoczonej białym pierścieniem z dewizą orderu oraz zielonym laurowym wieńcem. Przy Krzyżu Wielkim, medalion wieńczy królewska korona.
Wstążka jest barwy malinowoczerwonej z szerokimi białymi paskami po bokach.
| Insygnia                 |                              |                         |              |
|                          |                              |                         |              |
| Gwiazda Krzyża Wielkiego | Gwiazda Komandora            | Komandoria              | Krzyż        |
| Baretki                  |                              |                         |              |
| Krzyż Wielki (Gran Cruz) | Komandoria z Gwiazdą (Placa) | Komandoria (Encomienda) | Krzyż (Cruz) |